# U-16-Fußball-Europameisterschaft 1982
Die 1. U-16-Fußball-Europameisterschaft wurde in der Zeit vom 5. bis 7. Mai 1982 in Italien ausgetragen. Sieger wurde die italienische Mannschaft durch einen 1:0-Sieg über die bundesdeutsche Mannschaft. Die DDR schied in der Zwischenrunde gegen die Bundesrepublik aus.

## Qualifikation

### Modus
An der Qualifikation nahmen 27 europäische Nationen teil, die nach geografischen Gesichtspunkten auf insgesamt acht Vorrundengruppen (4 vierer Gruppen und 4 dreier Gruppen) verteilt wurden. Durch den Rückzug von Irland nach der Auslosung, bestand die Gruppe 1 nur noch aus zwei Teilnehmern. Alle acht Gruppensieger kamen in die Zwischenrunde, in der sie per Los auf vier Viertelfinalpartien aufgeteilt wurden. Die vier Sieger, nach Hin- und Rückspiel, qualifizierten sich für die Endrunde. Spielberechtigt waren Spieler, die bis zum Beginn des Wettbewerbs noch nicht 16 Jahre (Stichtag: 1. August 1964) alt waren.

### Vorrunde
Die Spiele der Vorrunde begannen am 26. Oktober 1980 mit der Partie Finnland – Schweden und endete am 12. Dezember 1981 mit der Partie Italien – Malta.

#### Gruppe 1
Abschlusstabelle
| Pl. | Land       | Sp.        | S          | U          | N          | Tore       | Diff.      | Punkte     |
| --- | ---------- | ---------- | ---------- | ---------- | ---------- | ---------- | ---------- | ---------- |
| 1.  | Schottland | 2          | 2          | 0          | 0          | 007:200    | +5         | 04:0       |
| 2.  | Island     | 2          | 0          | 0          | 2          | 002:700    | −5         | 0:40       |
|     | Irland     | zog zurück | zog zurück | zog zurück | zog zurück | zog zurück | zog zurück | zog zurück |

Spielergebnisse
| 21. März 1981 | Kópavogur | Island | – | Schottland | 1:3 |

#### Gruppe 2
Abschlusstabelle
| Pl. | Land     | Sp. | S | U | N | Tore    | Diff. | Punkte |
| --- | -------- | --- | - | - | - | ------- | ----- | ------ |
| 1.  | Finnland | 6   | 3 | 3 | 0 | 011:500 | +6    | 09:30  |
| 2.  | Schweden | 6   | 3 | 3 | 0 | 008:200 | +6    | 09:30  |
| 3.  | Dänemark | 6   | 1 | 3 | 2 | 006:700 | −1    | 05:70  |
| 4.  | Norwegen | 6   | 0 | 1 | 5 | 003:140 | −11   | 01:11  |

Spielergebnisse
| 26. Oktober 1980 | Helsinki   | Finnland | – | Schweden | 0:0 |
| 29. Oktober 1980 | Kopenhagen | Dänemark | – | Schweden | 0:0 |
| 04. Juni 1981    | Ekerö      | Schweden | – | Finnland | 2:2 |
| 07. Juni 1981    | Lommedalen | Norwegen | – | Finnland | 2:3 |
| 27. Juli 1981    | Nykøbing   | Dänemark | – | Norwegen | 1:1 |
| 29. Juli 1981    | Skövde     | Schweden | – | Dänemark | 3:0 |

#### Gruppe 3
Abschlusstabelle
| Pl. | Land        | Sp. | S | U | N | Tore    | Diff. | Punkte |
| --- | ----------- | --- | - | - | - | ------- | ----- | ------ |
| 1.  | BRD         | 6   | 5 | 1 | 0 | 022:100 | +21   | 11:10  |
| 2.  | Belgien     | 6   | 2 | 3 | 1 | 004:500 | −1    | 07:50  |
| 3.  | Niederlande | 6   | 2 | 2 | 2 | 013:100 | +3    | 06:60  |
| 4.  | Luxemburg   | 6   | 0 | 0 | 6 | 001:240 | −23   | 0:12   |

Spielergebnisse
| 31. Januar 1981    | Luxemburg          | Luxemburg   | – | BRD         | 0:5 |
| 11. März 1981      | Neuwied            | BRD         | – | Belgien     | 3:0 |
| 15. April 1981     | Libramont-Chevigny | Belgien     | – | Luxemburg   | 1:0 |
| 01. Mai 1981       | Waalwijk           | Niederlande | – | Luxemburg   | 8:0 |
| 12. Mai 1981       | Beringen           | Belgien     | – | Niederlande | 1:1 |
| 15. September 1981 | Velp               | Niederlande | – | Belgien     | 1:1 |

#### Gruppe 4
Abschlusstabelle
| Pl. | Land       | Sp. | S | U | N | Tore    | Diff. | Punkte |
| --- | ---------- | --- | - | - | - | ------- | ----- | ------ |
| 1.  | DDR        | 6   | 3 | 3 | 0 | 006:300 | +3    | 09:30  |
| 2.  | ČSSR       | 6   | 3 | 2 | 1 | 011:400 | +7    | 08:40  |
| 3.  | Österreich | 6   | 0 | 4 | 2 | 001:400 | −3    | 04:80  |
| 4.  | Polen      | 6   | 0 | 3 | 3 | 001:800 | −7    | 03:90  |

Spielergebnisse
| 30. Oktober 1980 | Wien             | Österreich | – | ČSSR       | 1:1 |
| 25. März 1981    | Uherské Hradiště | ČSSR       | – | Österreich | 2:0 |
| 19. April 1981   | Liezen           | Österreich | – | DDR        | 0:1 |
| 01. Mai 1981     | Freiberg         | DDR        | – | Polen      | 1:0 |
| 16. Mai 1981     | Dubňany          | ČSSR       | – | DDR        | 1:2 |
| 27. Mai 1981     | Puławy           | Polen      | – | ČSSR       | 0:4 |

Die DDR setzte in der Vorrunde folgende Spieler ein: Dirk Ketzer (6/–) , Heiko Bonan (4/1), Reinhard Rother (4/–), Jens Wittke (3/–) (alle 1. FC Magdeburg), Thomas Gobel (6/–), Steffen Patzer (6/–), Thomas Roß (1/–) (alle FC Carl Zeiss Jena), Jens Leonhardt (6/1), Jörg Stübner (3/1), Ulf Kirsten (3/–) (alle SG Dynamo Dresden), Sven Weigang (5/–) (FC Rot-Weiß Erfurt), Holger Stöckel (5/2) (FC Karl-Marx-Stadt), Thoralf Bennert (5/–) (FC Vorwärts Frankfurt/O.), Michael Nehring (4/–), Matthias Lindner (3/1), Olaf Marschall (2/–) (alle 1. FC Lokomotive Leipzig), Thielke (2/–) (F.C. Hansa Rostock), Andreas Wagenhaus (2/–) (Hallescher FC Chemie), Torsten Harnack (1/–) (Berliner FC Dynamo), Heiko Lahn (1/–) (1. FC Union Berlin) – (Spiele/Tore)
Trainerteam: Frank Engel, Harald Irmscher und Horst Wruck

#### Gruppe 5
Abschlusstabelle
| Pl. | Land        | Sp. | S | U | N | Tore    | Diff. | Punkte |
| --- | ----------- | --- | - | - | - | ------- | ----- | ------ |
| 1.  | Sowjetunion | 4   | 3 | 0 | 1 | 012:400 | +8    | 06:20  |
| 2.  | Ungarn      | 4   | 3 | 0 | 1 | 006:400 | +2    | 06:20  |
| 3.  | Rumänien    | 4   | 0 | 0 | 4 | 002:120 | −10   | 0:80   |

Spielergebnisse
| 27. Mai 1981       | Minsk    | Sowjetunion | – | Ungarn      | 3:0 |
| 19. September 1981 | Szolnok  | Ungarn      | – | Sowjetunion | 2:1 |
| 17. Oktober 1981   | Bukarest | Rumänien    | – | Sowjetunion | 0:1 |

#### Gruppe 6
Abschlusstabelle
| Pl. | Land         | Sp. | S | U | N | Tore    | Diff. | Punkte |
| --- | ------------ | --- | - | - | - | ------- | ----- | ------ |
| 1.  | Jugoslawien  | 4   | 2 | 1 | 1 | 002:100 | +1    | 05:30  |
| 2.  | Griechenland | 4   | 2 | 0 | 2 | 002:200 | ±0    | 04:40  |
| 3.  | Bulgarien    | 4   | 1 | 1 | 2 | 001:200 | −1    | 03:50  |

Spielergebnisse
| 28. Oktober 1980  | Zaječar | Jugoslawien  | – | Bulgarien    | 1:0 |
| 19. November 1980 | Drama   | Griechenland | – | Jugoslawien  | 1:0 |
| 08. April 1981    | Sombor  | Jugoslawien  | – | Griechenland | 1:0 |

#### Gruppe 7
Abschlusstabelle
| Pl. | Land       | Sp. | S | U | N | Tore    | Diff. | Punkte |
| --- | ---------- | --- | - | - | - | ------- | ----- | ------ |
| 1.  | Frankreich | 4   | 2 | 1 | 1 | 005:300 | +2    | 05:30  |
| 2.  | Spanien    | 4   | 2 | 0 | 2 | 008:600 | +2    | 04:40  |
| 3.  | Portugal   | 4   | 1 | 1 | 2 | 002:600 | −4    | 03:50  |

Spielergebnisse
| 23. Dezember 1980 | Mérida    | Spanien  | – | Portugal   | 5:1 |
| 30. Dezember 1980 | Barcelona | Spanien  | – | Frankreich | 1:2 |
| 25. Februar 1981  | Setúbal   | Portugal | – | Frankreich | 1:0 |

#### Gruppe 8
Abschlusstabelle
| Pl. | Land    | Sp. | S | U | N | Tore    | Diff. | Punkte |
| --- | ------- | --- | - | - | - | ------- | ----- | ------ |
| 1.  | Italien | 4   | 4 | 0 | 0 | 019:300 | +16   | 08:0   |
| 2.  | Schweiz | 4   | 2 | 0 | 2 | 017:900 | +8    | 04:40  |
| 3.  | Malta   | 4   | 0 | 0 | 4 | 001:250 | −24   | 0:80   |

Spielergebnisse
| 07. März 1981  | Valletta | Malta   | – | Schweiz | 1:6 |
| 08. April 1981 | Valletta | Malta   | – | Italien | 0:5 |
| 06. Juni 1981  | Como     | Italien | – | Schweiz | 5:1 |

### Zwischenrunde
Die acht Gruppensieger wurden per Los auf vier Viertelfinalpartien aufgeteilt. Die vier Sieger, nach Hin- und Rückspiel, qualifizierten sich für die Endrunde.
| Datum                                       |             | Gesamt          |                | Hinspiel | Rückspiel |
| ------------------------------------------- | ----------- | --------------- | -------------- | -------- | --------- |
| 14. Oktober in Lahti 28. Oktober in Ayr     | Finnland    | 3:2             | Schottland     | 1:2      | 2:0       |
| 06. März in Pirna-Copitz 17. März in Kassel | DDR         | 3:4             | BR Deutschland | 1:1      | 2:3       |
| 10. März in Martigues 17. März in Falconara | Frankreich  | 2:5             | Italien        | 2:2      | 0:3       |
| 17. März in Taschkent 31. März in Požarevac | Sowjetunion | 2:2 (4:3 i. E.) | Jugoslawien    | 2:0      | 0:2       |

Hinspiel
| DDR                                                                                   | DDR | BR Deutschland | BR Deutschland |
| ------------------------------------------------------------------------------------- | --- | --- | -------------- |
| DDR                                                                                   | \| Samstag, 6. März 1982 in Pirna-Copitz (Stadion der Deutsch-Sowjetischen Freundschaft) \| \| Ergebnis: 1:1 (1:1) \| \| Zuschauer: 3.000 Zuschauer \| \| Schiedsrichter: Heinz Fahnler ( Österreich) 1 \|                            | \| Samstag, 6. März 1982 in Pirna-Copitz (Stadion der Deutsch-Sowjetischen Freundschaft) \| \| Ergebnis: 1:1 (1:1) \| \| Zuschauer: 3.000 Zuschauer \| \| Schiedsrichter: Heinz Fahnler ( Österreich) 1 \|                                | BR Deutschland |
| DDR                                                                                   | Sven Weigang – Dirk Ketzer – Thomas Gobel (41. Michael Nehring), Thomas Roß, Steffen Patzer – Jörg Stübner, Jens Leonhardt, Ulf Kirsten (55. Jens Wittke) – Dietmar Bletsch, Rüdiger Braun, Heiko Bonan Cheftrainer: Günter Rosenthal | Andreas Nagel – Hans-Georg Dreßen – Holger Karp, Thomas Romeikat, Thomas Schröder – Rainer Zietsch, Manfred Pomp, Stefan Wöber – Mike Voßnacke, Dirk Kurtenbach (41. Seiwert), Rainer Wolff (74. Thomas Klepper) Cheftrainer: Berti Vogts | BR Deutschland |
| DDR                                                                                   | 1:0 Braun (1.) | 1:1 Wolff (36.) | BR Deutschland |
| DDR                                                                                   | Romeikat (?.) | | BR Deutschland |
| DDR                                                                                   | Besonderheit: Leonhardt scheitert in der 71. Minute mit einem Foulstrafstoß an Nagel. | | BR Deutschland |
| Samstag, 6. März 1982 in Pirna-Copitz (Stadion der Deutsch-Sowjetischen Freundschaft) | | |                |
| Ergebnis: 1:1 (1:1)                                                                   | | |                |
| Zuschauer: 3.000 Zuschauer                                                            | | |                |
| Schiedsrichter: Heinz Fahnler ( Österreich) 1                                         | | |                |

Rückspiel
| BR Deutschland                                 | BR Deutschland | DDR | DDR |
| ---------------------------------------------- | --- | --- | --- |
| BR Deutschland                                 | \| Mittwoch, 17. März 1982 in Kassel (Auestadion) \| \| Ergebnis: 3:2 (2:1) \| \| Zuschauer: 25.000 Zuschauer \| \| Schiedsrichter: Thime ( Norwegen) 2 \|                                                                                | \| Mittwoch, 17. März 1982 in Kassel (Auestadion) \| \| Ergebnis: 3:2 (2:1) \| \| Zuschauer: 25.000 Zuschauer \| \| Schiedsrichter: Thime ( Norwegen) 2 \|                                                                            | DDR |
| BR Deutschland                                 | Andreas Nagel – Hans-Georg Dreßen – Holger Karp, Thomas Romeikat, Thomas Schröder – Rainer Zietsch, Manfred Pomp, Stefan Wöber (52. Rainer Wolff) – Thorsten Koy, Seiwert (70. Matthias Ruländer), Mike Voßnacke Cheftrainer: Berti Vogts | Sven Weigang – Dirk Ketzer – Michael Nehring, Thomas Roß (65. Dietmar Bletsch), Thomas Gobel – Jörg Stübner, Jens Leonhardt (52. Jens Wittke), Holger Stöckel, Heiko Bonan – Ulf Kirsten, Rüdiger Braun Cheftrainer: Günter Rosenthal | DDR |
| BR Deutschland                                 | 1:0 Seiwert (15.) 2:1 Koy (45.) 3:1 Wolff (68.) | 1:1 Bonan (35.) 3:2 Braun (76.) | DDR |
| Mittwoch, 17. März 1982 in Kassel (Auestadion) | | |     |
| Ergebnis: 3:2 (2:1)                            | | |     |
| Zuschauer: 25.000 Zuschauer                    | | |     |
| Schiedsrichter: Thime ( Norwegen) 2            | | |     |

## Endrunde

### Modus
Die vier Endrundenteilnehmer wurden per Los auf zwei Halbfinalpartien aufgeteilt. Die Sieger spielten den Europameister aus, die Verlierer spielten um Platz drei.

### Teilnehmer
Am Turnier nahmen folgende Mannschaften teil:
- Finnland
- Italien
- Jugoslawien
- BR Deutschland

### Spiele
|  | Halbfinale              | Halbfinale              |                        |         | Finale                 | Finale                 |
|  |                         |                         |                        |         |                        |                        |
|  | Finnland                | 1 (2)                   |                        |         |                        |                        |
|  | Italien                 | E1 (4)E                 |                        |         |                        |                        |
|  | 5. Mai 1982, Falconara  |                         |                        |         |                        |                        |
|  |                         |                         | 7. Mai 1982, Falconara |         |                        |                        |
|  | Italien                 | 1                       |                        |         |                        |                        |
|  |                         | BR Deutschland          | 0                      |         |                        |                        |
|  |                         |                         |                        |         |                        |                        |
|  | Spiel um Platz drei     |                         |                        |         |                        |                        |
|  | 5. Mai 1982, Senigallia | 5. Mai 1982, Senigallia | Finnland               | 0 (2)   |                        |                        |
|  | BR Deutschland          | 2                       | Jugoslawien            | E0 (4)E |                        |                        |
|  | Jugoslawien             | 1                       |                        |         | 7. Mai 1982, Falconara | 7. Mai 1982, Falconara |

E Sieg im Elfmeterschießen

#### Halbfinale
|                          |   |             |                      |
| Mi, 5. Mai in Falconara  |   |             |                      |
| Finnland                 | – | Italien     | 1:1 n. V., 2:4 i. E. |
| Mi, 5. Mai in Senigallia |   |             |                      |
| BR Deutschland           | – | Jugoslawien | 2:1                  |

#### Spiel um Platz 3
|                         |   |             |                      |
| Fr, 7. Mai in Falconara |   |             |                      |
| Finnland                | – | Jugoslawien | 0:0 n. V., 2:4 i. E. |

#### Finale
| Italien                                                           | Italien | BR Deutschland | BR Deutschland |
| ----------------------------------------------------------------- | --- | --- | -------------- |
| Italien                                                           | \| Finale \| \| Freitag, 7. Mai 1982 in Falconara Marittima (Stadio Roccheggiani) \| \| Ergebnis: 1:0 (0:0) \| \| Zuschauer: 7.500 \| \| Schiedsrichter: Ulrich Nyffenegger ( Schweiz) \|                          | \| Finale \| \| Freitag, 7. Mai 1982 in Falconara Marittima (Stadio Roccheggiani) \| \| Ergebnis: 1:0 (0:0) \| \| Zuschauer: 7.500 \| \| Schiedsrichter: Ulrich Nyffenegger ( Schweiz) \|                                         | BR Deutschland |
| Italien                                                           | Mauro Rosin – Gianluigi Galbagini, Antonio Carannante, Settimio Lucci, Vinicio Olmi, Gianluca Righetti, Monti, Giuseppe Giannini, Marco Macina (Freggia), Somonetta (Pampaloni), Zagaria Cheftrainer: Luciano Lupi | Andreas Nagel – Hans-Georg Dreßen – Holger Karp, Rainer Zietsch, Thomas Schröder – Stefan Wöber, Manfred Pomp, Thomas Klepper (Dirk Kurtenbach) – Thorsten Koy, Frank Glaß, Thomas Zechel (Rainer Wolff) Cheftrainer: Berti Vogts | BR Deutschland |
| Italien                                                           | 1:0 Marco Macina (87.) | | BR Deutschland |
| Finale                                                            | | |                |
| Freitag, 7. Mai 1982 in Falconara Marittima (Stadio Roccheggiani) | | |                |
| Ergebnis: 1:0 (0:0)                                               | | |                |
| Zuschauer: 7.500                                                  | | |                |
| Schiedsrichter: Ulrich Nyffenegger ( Schweiz)                     | | |                |